# بونویل (میزوری)
بونویل (به انگلیسی: Boonville) یک منطقهٔ مسکونی در ایالات متحده آمریکا است که در شهرستان کوپر، میزوری واقع شده‌است. بونویل ۱۸٫۶۷ کیلومتر مربع مساحت و ۸٬۳۱۹ نفر جمعیت دارد و ۲۰۳ متر بالاتر از سطح دریا قرار دارد.